# Cari Borrás
Caridad Borrás Amoedo (Barcelona) es una física médica española. Ha ejercido de Asesora Regional del Programa de Salud Radiológica y  como Coordinadora de Medicamentos Esenciales y Tecnología en la Organización Panamericana de la Salud en Washington D. C. Reconocida por su promoción activa entre las administraciones de salud de los países de América Latina y el Caribe de la protección radiológica como requisito esencial para lograr procedimientos de oncología radiológica y de diagnóstico por imágenes de alta calidad. Ha recibido varios premios, incluido el Premio Edith H. Quimby a la trayectoria de la Asociación Estadounidense de Físicos en Medicina.

## Biografía
Cari Borras Amoedo nació y creció en Barcelona, realizó sus estudios de licenciatura y doctorado en Física en la Universidad de Barcelona, donde obtuvo los títulos en 1964 y 1974 respectivamente. Más tarde consiguió una beca Fulbright que le permitió realizar una estancia en la Universidad Thomas Jefferson de Filadelfia, Pensilvania, durante la cual realizó una investigación doctoral bajo la dirección de Robert O. Gorson y Robert L. Brent. Su interés principal en este trabajo se centró en la biología de la radiación, bajo la hipótesis de que la física, a través de la radiación, podía explicar los principios de la vida.
Después de recibir su título de Doctora en Ciencias, regresó a los Estados Unidos y aceptó un puesto en la West Coast Cancer Foundation en San Francisco, donde estableció programas de control y garantía de calidad en radiología diagnóstica en varios hospitales, algo nada frecuente en el ámbito de la física médica por aquel entonces.[cita requerida]
Participó en comités de radiología diagnóstica y grupos de trabajo de la Asociación Americana de Físicos Médicos (AAPM), desarrollando posteriormente cooperación internacional con América Latina. En 1984, en representación del Comité de Asuntos Internacionales de la AAPM, Borrás promovió la formación de la Federación Latinoamericana de Física Médica (ALFIM). 
A partir de 1988 dirigió el Programa de Salud Radiológica de la Organización Panamericana de la Salud (OPS) y la Organización Mundial de la Salud (OMS) en el área de Washington D. C. Allí desempeñó el cargo de asesora de Ministerios de Salud y Sociedades Profesionales de América Latina sobre la necesidad de contar con estándares de física médica y protección radiológica para alcanzar servicios de oncología radioterápica y diagnóstico por imágenes de alta calidad. 
Bajo su representación, la OPS participó activamente como una de las organizaciones que prepararon las normas básicas internacionales de seguridad para la protección contra las radiaciones ionizantes y para la seguridad de las fuentes de radiación, documento avalado por la FAO, el OIEA, la OIT, la AEN de la OCDE, la OPS y la OMS. Una vez publicada la primera edición en 1996 de la normativa, Borrás realizó una importante labor de difusión e implementación de la misma en la región de América Latina y el Caribe. Asimismo, Borrás fue el editora de Organización, Desarrollo, Garantía de Calidad y Protección Radiológica en Servicios de Radiología: Imagenología y Radioterapia, un libro publicado por la OPS, primero en inglés en 1996 y en español un año más tarde, en 1997.
Cari Borrás dirigió su labor al personal de administraciones gubernamentales y hospitalarias, poniendo sobre la mesa temas de infraestructura, personal, capacitación, protección radiológica y necesidades de garantía de calidad en servicios de oncología radiológica y radiología diagnóstica. Entre los años 2000 y 2002, desempeño el cargo de Coordinadora de Medicamentos Esenciales y Tecnología de la OPS.[cita requerida]

### Trayectoria en el ámbito de la física médica
La carrera de Borrás como física médica comenzó en 1964, en el departamento de oncología radioterápica y medicina nuclear del Hospital de la Santa Creu i Sant Pau de Barcelona, después de concluir la carrera universitaria y mientras esperaba una beca para realizar estudios en el extranjero. Sus actividades incluyeron la calibración de las unidades de radioterapia de cobalto-60 y ortovoltaje, la docencia a tiempo parcial en el departamento de oncología radioterápica y la investigación en radiobiología, anticipándose a lo que más tarde se convertiría en el trabajo típico de un físico médico.
Posteriormente Borrás trabajó como física radiológica en San Francisco, California; Recife, Pernambuco, Brasil y en Washington D. C. Está certificada por la Junta Americana de Radiología (ABR), en Física Radiológica, y desde 1991 por la Junta Americana de Física Médica, en Física de la Salud Médica. Es miembro de la Asociación Americana de Físicos en Medicina, el Colegio Americano de Radiología (ACR), la Sociedad de Física de la Salud, la Sociedad de Medicina Nuclear e Imágenes Moleculares, y las Sociedades Españolas de Física Médica (SEFM) y de Protección Radiológica. Presidió durante nueve años el Comité Científico de la Organización Internacional de Física Médica y copresidió el Grupo de Trabajo sobre Tecnología Sanitaria en la Unión Internacional de Ciencias Físicas e Ingeniería en Medicina (IUPESM). Desde 2001 preside el Comité de Actividades Educativas Internacionales de la AAPM. 
Además, Borrás es profesora adjunta en la Facultad de Medicina y Ciencias de la Salud de la Universidad George Washington y compaginando este trabajo docente con labores consultoría para el OIEA, la OPS, la OMS y otras organizaciones internacionales.[cita requerida]

## Obra
- Borrás, Caridad (editor), Organización, desarrollo, garantía de calidad y protección radiológica en servicios de radiología: imagenología y radioterapia, OPS/OMS, 1997.
- Borrás, Caridad, Hanson, Gerald P., Jiménez, Pablo. Historia del Programa de Salud Radiológica de la Organización Panamericana de la Salud: 1960-2006, OPS/OMS, 2006.
- Borrás, Caridad (editora). Definición de los requisitos de imágenes médicas para un centro de salud rural, Springer Science+Business Media, Singapur, 2017.

## Premios y reconocimientos
Borrás es miembro del Colegio Americano de Radiología,  de la Asociación Americana de Físicos en Medicina,  de la Organización Internacional de Física Médica,  de la Sociedad de Física de la Salud,  y de la Unión Internacional de Ciencias Físicas e Ingeniería en Medicina. Ha sido premiada por la IUPESM, la SEFM, la AAPM (ganadora del Premio a la trayectoria Edith H. Quimby 2013, uno de los cuatro premios principales otorgados por la AAPM),la IOMP, la Asociación Latinoamericana de Física Médica, el Colegio Americano de Ingeniería Clínica, la ACR y la ABR), la IOMP, la Federación Latinoamericana de Física Médica, el Colegio Americano de Ingeniería Clínica, la ACR y la ABR.